# Artur Azevedo
Artur Nabantino Gonçalves de Azevedo ( São Luís, 7 de julio de 1855 - Río de Janeiro, 22 de octubre de 1908) fue un dramaturgo, poeta, cuentista y periodista brasileño.

## Biografía
Artur Nabantino Gonçalves de Azevedo nació el 7 de julio de 1855, en São Luís (Maranhão) y falleció el 22 de octubre de 1908, en la ciudad de Río de Janeiro. Era hijo de David Gonçalves de Azevedo, vicecónsul de Portugal en São Luís, y Emília Amália Pinto de Magalhães.
En 1871 escribió una serie de poemas satíricos sobre las personas de São Luís, lo que hizo que perdiera el empleo de amanuense (copista de textos a mano). Se mudó a Río en 1873, donde fue traductor de folletines y revisor del periódico A Reforma, volviéndose conocido por sus versos humorísticos. Escribió obras de teatro y alcanzó el éxito con las obras Véspera de reis y A capital federal. Fundó la revista Vida Moderna, donde sus crónicas fueron muy populares.
Artur de Azevedo, continuando la obra de Martins Pena, consolidó la comedia costumbrista brasileña, siendo en su país el principal autor de teatro de revista, en su fase inicial. Su actividad periodística fue intensa, publicando una serie de revistas, especializadas, además de la fundación de algunos periódicos en Río de Janeiro.

## Obra
Escribió cerca de doscientas obras de teatro e intentó hacer surgir el teatro nacional, incentivando la presentación de obras brasileñas. Como director del Teatro João Caetano, en Río, estrenó quince obras brasileñas en menos de tres meses.
Obras de poesía y prosa:
- Sonetos (1876)
- Contos possíveis (1908)
- Rimas (1909)

Escribió en teatro, entre otras:
- O Rio de Janeiro de 1877  (1878)
- O Bilontra (1885)
- A Almanjarra (1888)
- O Dote (1888)
- O Badejo (1898)
- Confidências (1898)
- O Jagunço (1898)
- Comeu! (1902)

## Academia Brasileña de Letras
Fue uno de los fundadores del Sodalício Brasileiro, donde ocupó la silla que tiene por patrono a Martins Pena.